# Duroniopsis bitaeniata
Duroniopsis bitaeniata är en insektsart som beskrevs av Bolívar, I. 1914. Duroniopsis bitaeniata ingår i släktet Duroniopsis och familjen gräshoppor. Inga underarter finns listade i Catalogue of Life.